# 泥炭沼泽黄油

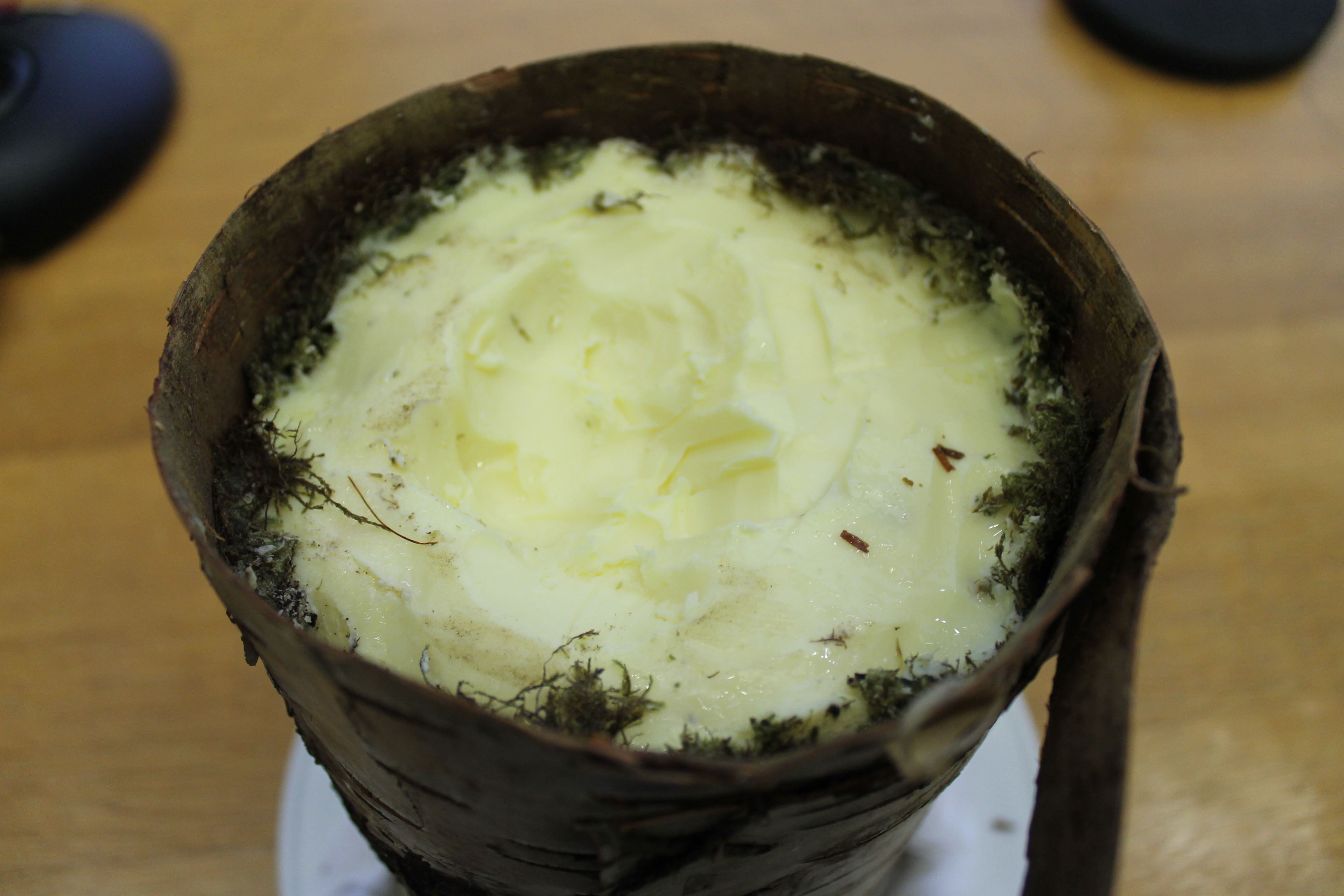
2012年为牛津食品烹饪研讨会制作的泥炭沼泽黄油。

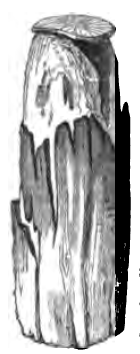
泥炭沼泽黄油，摘自1857年的《皇家爱尔兰学院博物馆古物描述目录》（A Descriptive Catalogue of the Antiquities in the Museum of the Royal Irish Academy）

泥炭沼泽黄油（英語：Bog butter）是一种发现于泥炭沼泽的古代蜡状物质，常发现于爱尔兰和苏格兰。其可能是制作和保存黄油的古老方法，经过测试，一部分泥炭沼泽黄油为乳制品，其余则为肉制品。

## 历史
埋藏的泥炭沼泽黄油通常装在各种木制容器内，如桶、盘子和搅乳器中。它是动物源性的，在英语中也被称为。直到2003年，科学家和考古学家们对泥炭沼泽黄油的起源尚不确定。布里斯托大学的科学家们发现，一些“黄油”的样本是脂肪或牛油源的，而另一些则是乳制品源的。
在爱尔兰，埋藏泥炭沼泽黄油的做法可以追溯到公元1世纪，泥炭沼泽黄油在米斯郡被发现。2011年4月28日，有新闻报道称，在奥法利郡的图拉莫尔发现了大约50（110英磅）的泥炭沼泽黄油。它被埋在一个直径为30（1英尺），高度为60（2英尺）的雕刻木制容器中，埋藏深度为2.3（7.5英尺），并且仍然带有一丝淡淡的乳制品气味。 在苏格兰，埋藏泥炭沼泽黄油的做法只能追溯到公元2世纪或3世纪。
泥炭沼泽黄油是通过将黄油或其他脂肪密封入木制容器中，然后埋藏在泥炭沼泽中制成的，容器常以鹿皮囊或植物纤维层加固。这些容器通常密封良好，表面凸起，据推测其目的是避免包装和/或内容物上的积水。
制作泥炭沼泽黄油的原始动机尚不清楚。一个普遍的理论是，食品被埋藏在沼泽中是为了阻止变质。泥炭沼泽具有低温、低氧、高酸度的环境，具有优良的防腐性能。研究者丹尼尔·C·费舍尔（Daniel C. Fisher）进行的实验表明，埋藏在泥炭沼泽中长达两年的肉类中的病原体和细菌计数与现代冰箱中存储的对照样本中的水平相当，表明这可能是一种有效的保存方法。
另一种假设是“原始食品加工”：考虑到泥炭沼泽黄油中没有盐分，有可能“土壤中的化学反应有助于将食物转化为比新鲜制品更可口的产品”或增加可利用的营养成分。在传统烹饪中，埋藏是制备高度易腐食品（如肉类和乳制品）的一个相当普遍的步骤，如中国的皮蛋、斯堪的纳维亚的腌三文鱼、冰岛的腌鲨鱼肉、因纽特的腌海象和腌海雀，以及摩洛哥的腐臭黄油。在现代制作泥炭沼泽黄油的实验里得到的产品中，似乎带有一些后天产生的味道，其“味道主要被描述为‘动物’或‘腥味’、‘苔藓’、‘有趣’、‘刺激’和‘萨拉米肠’。这些特点当然与新鲜制作的发酵黄油的奶酸味相差甚远，但在厨房里，特别是在处理强烈和辛辣的菜肴时，人们发现它与陈年的印度酥油有相似之处”。

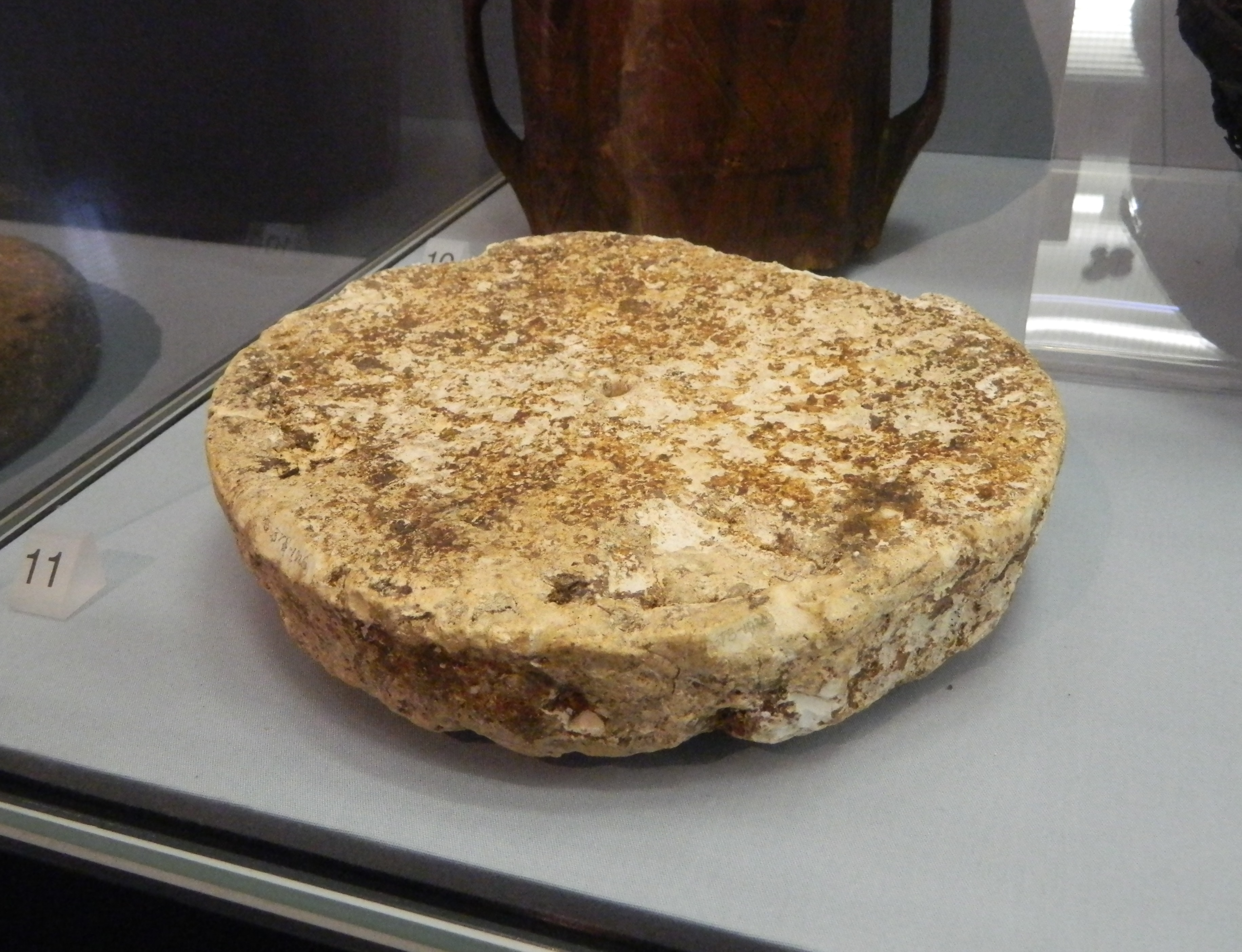
在弗马纳郡恩尼斯基林附近发现的15世纪至16世纪的泥炭沼泽黄油

埋藏黄油和其他脂肪的做法也可能是为了保护重要物资免受盗贼和/或侵略者的侵害而产生的。例如，在早期的爱尔兰，黄油毫无疑问是一种奢侈食品，法律文本详细规定了每个社会经济阶层有权消费的黄油数量。:254–5然而，黄油还具有许多广泛的非烹饪用途，如支付税收、租金和罚款，招待客人，为老弱病残补充营养，以及用于社交馈赠。:254–6有时，黄油可能还有一些不太知名的应用，包括防水、制作蜡烛甚至水泥。灾荒和动物疫情的频繁发生，也可能促进了其储藏技术的发展。:254由于敌人占领，可能许多被藏匿的黄油从未被发现。

## 脚注
1. ↑  原文：.
2. ↑  原文：.
3. ↑  原文：.

### 书目
- Smyth, Jessica; Berstan, Robert; Casanova, Emmanuelle; McCormick, Finbar; Mulhall, Isabella; Sikora, Maeve; Synnott, Chris; Evershed, Richard P. . Scientific Reports. 2019, 9:4559 (1): 4559. Bibcode:2019NatSR...9.4559S. PMC 6418298 . PMID 30872699. doi:10.1038/s41598-019-40975-y .